# Вера Вебел Татић
Вера Вебел Татић (Бата, 1. јануар 1943. – Ада, 13. септембар 2020) је мировна активисткиња из Војводине, оснивачица и лидерка Центра за антиратну акцију – огранак Ада. Током трајања рата у Југославији, Вера Вебел је неуморно радила на помоћи побуњеницима против рата: дезертерима, приговарачима савести, избеглицама и свим оним људима који су избегавали учешће у рату на територији СФРЈ, противећи се ратној политици режима Слободана Милошевића и врха ЈНА. Помагала је жртвама етничког чишћења у Војводини, Босни и Херцеговини и Хрватској. Покушавала је да сачува везе међу припадницима различитих народа и народности Југославије, солидарно и храбро делујући против ратних политика српске власти током 90-их.

## Биографија
Вера Вебел Татић рођена је у Бати, у Мађарској, 1. јануара 1943. од мајке Ержебет и оца Павла Татића, радника.
Пре рата у Југославији, Вера Вебел Татић радила је као службеница општинских фондова за здравство у Сенти и Ади. Била је у браку са Иштваном Вебелом, такође антиратним активистом. Мајка је Стевана Вебела.
Умрла је у Ади, 13. септембра 2020. године.

## Демонстрације и референдум против мобилизације
Масовне демонстрације против почетка рата у Југославији организоване су у Сенти 5. и 6. новембра 1991. Предводила их је Сенћанска тројка. У Ади су демонстрације организоване 7. новембра, када је и основан Центар за антиратну акцију – огранак Ада.
Скупштина општине Ада на ванредној седници донела је одлуку о расписивању референдума против рата и мобилизације. Од грађана се очекивало да се плебисцитарно изјасне да ли су за рат и за слање њихове деце на фронтове Хрватске.
Кризни штаб формиран у општини Ада планирао је да, ако референдум успе, захтева да се резервисти одмах врате кућама. Од надлежних војних органа истовремено су хтели да траже да они који су на редовном одслужењу војног рока, војни рок одслуже до краја на територији Србије.
Вера Вебел Татић том приликом изјављује:
| „ | Морам рећи да наш кризни штаб није једнонационални, јер у њему су Срби и Мађари, а до самог окупљања је дошло спонтано без и једне политичке странке у позадини. Референдум ће успети и не може се десити да га неко дезавуише. То гарантују ови грађани којих има неколико хиљада пред зградом Скупштине општине који ће се побринути да референдум протекне достојанствено и у миру | ” |

Републичке власти се противе организовању референдума и покрећу прекршајни поступак против пет истакнутих демонстраната/киња: Вере Вебел, Марије Ракош, Нандора Бозокија, Нандора Месароша и Нандора Фаркаша. У прекршајној пријави против њих стоји да су позивали окупљене грађане  на одржавање протесног скупа који надлежним органима није пријављен у складу са законом. Тиме почиње репресија државе над онима који се противе рату на територији Војводине.
Вера Вебел изјављује: „Мени тек предстоји много теже суђење јер ми прети остајање без посла. То је дисциплински поступак којим ме у радној организацији терете да сам, између осталог, нарушила углед фирме наводним позивањем Ненада Чанка у просторије Фонда за здравство где иначе радим. Пошто то није тачно, јер је Чанак дошао сам тражећи мене као члана Кризног штаба, искористићу своје законско право и позвати председника Лиге социјалдемократа Војводине да се на поступку појави као сведок.”
Вера Вебел Татић радила је као службеница општинских фондова за здравство у Сенти и Ади. Отпуштена је са посла 16. децембра 1991. због учешћа  на антиратним демонстрацијама и организовања референдума против мобилизације. Без посла су у то време остале и друге службенице фонда које су се прикључиле демонстрацијама, као што су Клара Ожвар и Марија Бакош.

## Центар за антиратну акцију – огранак Ада (1991—1999)
Центар за антиратну акцију – огранак Ада настао је из београдског Центра за антиратну акцију који је основан 15. јула 1991. Центар за антиратну акцију – огранак Ада  основан је 7. нобембра 1991. Повод за оснивање биле су масовне демонстрације против присилне мобилизације у Ади, малом граду у Војводини, на северу Бачке. У групи је у почетку деловало 40 активисткиња и активиста. Политика Центра од почетка је пратила потребе окружења у ком су активисткиње и активисти деловали. Његове праксе, како пише Сташа Зајовић из Жена у црном, биле су самосталне и аутентичне. Центар за антиратну акцију – огранак Ада организовао је антиратне протесте и демонстрације у Ади и другим местима Војводине, пружао је подршку и помоћ војним обвезницима, дезертерима, приговарачима савести, као и њиховим породицама. О њиховим активностима редовно је извештавао је Мађар Со, службено гласило мађарске националне мањине у Републици Србији. 
”Помози једном човеку и помогао си целом свету! – то је био мото наших активности сво време. Одувек смо тежили да спасемо људски живот, јер човек је најважнији.”

Вера Вебел Татић 
Преко међународних мрежа са којима је одржавао односе помагао је свим оним грађанима Војводине који нису желели да учествују у рату у којем је нестала Југославија да напусте земљу. Организовао је правну помоћ. Пратио је суђења пред војним судом у Београду. Активно је радио на изградњи мира успостављајући и одржавајући контакте са мировним организацијама у земљи, као и у земљама бивше Југославије, посебно у Хрватској и Босни и Херцеговини.
Активно је учествовао у локалним, регионалним и међународним антиратним мрежама и  кампањама. Прикупљао је информације о кршењу људских права, обавештавао о томе међународне организације, извештавао о кршењу људских права на међународним конференцијама. Покретао је иницијативе интеретничке солидарности негујући вредности суживота и толеранције и у ратним годинама, у Војводини, Србији и целој регији. Континуирано је организовао хуманитарне акције пружања помоћи за избеглице, радио на спајању породица, прикупљао и делио хуманитарну помоћ.
Центар је организовао екуменске сусрете који су подразумевали молитве за мир заједно са локалним верским заједницама. Вршио је притисак на институције антимилитаристичком критиком позивајући на одговорност и указујући на погубност ратних разарања и политике која је до рата довела. У ЦАА Ада од почетка су неговали политичку солидарност, не само са жртвама рата и мобилизације, већ и са свим угроженима на етничкој, верској, класној и родној основи.
Центар за антиратну акцију – огранак Ада пружао је подршку и међународним актерима, као на пример Тадеушу Мазовјетском, специјалном  известитељу УН, који је дао оставку 27. 7. 1995. након пада Сребренице.

## Активности против присилне мобилизације
Подршка дезертерима и борба против присилне мобилизације била је једна од најважнијих активности Центра за антиратну акцију – огранак Ада. Центар је деловао на три начина:
1. превентивно саветујући оне који још нису добили позив шта да чине кад им позив буде уручен,
2. саветодавно, помажући онима који су добили позив, али нису желели да се одазову,
3. пружајући правну заштиту дезертерима оптуженим пред војним судом.[10]

Правни тим ЦАА – огранак Ада чинили су адвокати: Ђорђе Мамула, Иван Јанковић, Никола Баровић, Милан Вуковић и Томислав Јакшић. ЦАА – огранак Ада захваљујући раду свог правног тима делио је прецизне инструкције којим су дезертери саветовани да при хапшењу или привођењу не пружају отпор, да се не скривају што им се могло узети као отежавајућа околност, да не беже у иностранство. По привођењу им се саветовало да дају изјаву на записник или да понесу већ написану изјаву у којој се каже да се за време борби у Хрватској, док није била међународно призната, нико не може бити силом обавезан да учествује у грађанском рату. После признавања Хрватске и Босне и Херцеговине, власти СРЈ и Милошевић наглашавали су да Југославија и Србија нису у рату. Против међународно признате и суверене земље по међународном ратном праву дозвољено је ратовати само по објави рата. У недостатку тога правни тим ЦАА Ада указивао је на нелегитимност мобилизације. Поводом рада ЦАА - Ада, забележено је да је Вера Вебел Татић изјавила:
| „                  | Генерал – пуковник Живота Панић нас је оптужио да ЈНА због нас није успела да освоји Осијек, јер смо спречили више од 30.000 резервиста да оду на фронт. Ако је то заиста истина, поносна сам на то. Да живим хиљаду година не бих добила већи комплимент. | ” |
| — Вера Вебел Татић | |   |

## Обраћања јавности
У својим обавештењима и саопштењима, апелима и писмима подршке побуњеницима против рата, које пише у име Центра за антиратну акцију – огранак Ада, Вера Вебел Татић указује да у Војводини присилна мобилизација мањинских народа има форму етничког чишћења. Делегација ЦАА – огранак Ада, предвођена Вером Вебел, 31.10.1992. године разговара са савезним министром за правду др Тибором Варадијем и савезним министром за националне мањине и људска права др Момчилом Грубачем износећи чињенице о мобилизацији која је најмасовније спровођена у Војводини. Том приликом они су посебно истакли податак да је у грађански рат са подручја Војводине мобилисано преко 80% војних обвезника. Такође су указали на драстична кршења људских права приликом мобилизације.
У Србији је током 1991-1992. насилно мобилисано 140.000 људи, од чега 82.000 у Војводини. На то је јавно указивао ЦАА Ада скрећући пажњу да су мобилизацијом посебно били погођени мушкарци из редова етничких мањина и политичке опозиције.
Пример једног од саопштења из 1992. године:
| „ | Обавештење јавности! По нашем сазнању на територији Војводине се врши масовна и присилна мобилизација мимо прокламоване ”мирољубиве” политике. Присилну мобилизацију спроводе војни органи уз свесрдну помоћ МУП-а Републике Србије. Људе хапсе најчешће зором у њиховим становима, а дању на радним местима. По хапшењу бивају приведени у просторије СУП-а, а по испуњењз квоте марицом су пребацивани у касарне. Већ по исходу убеђивања неки војни обвезници потписују позив за мобилизацију а неки се силом облаче у униформе и опет силом пребацују у јединице. Од места где се то догађа наводимо: Чока, Санад, Јазово, Сента, Суботица, околна места Зрењанина и др. Располажемо именима ухапшених и силом мобилисаних, што без њихове сагласности за сада нећемо дати у јавност. О овим догађајима смо обавестили савезна министарства за правосуђе (пошто се ради о незаконитој работи), организације за људска права и националне мањине (пошто постоје индиције, да оваквим начином неко покушава убрзати етничко чишћење), Комисију КЕБС-а, Amnesty International и Хелсиншку федерацију за људска права. По овом питању имамо заказани пријем код наведених министарстава и Комисије КЕБС-а, а о исходу ћемо накнадно обавестити јавност. | ” |

Вера Вебел апелује на позване у рат да се не одазивају јер рат у који их шаљу значи пуцање на ненаоружан народ; позива на грађанску непослушност; тумачи правни аспект побуне против рата:
”Имамо барем толику законску подлогу за овај чин, колику имају они који шаљу позиве за мобилизацију претећи при том Кривичним законом државе која више не постоји.”
Она покушава да пробуди свест младих и школованих официра ЈНА да се одупру догми које им намеће стари официрски кадар за које је војна каријера добра пензија и привилегован живот. Исказује солидарност са генералом Владимиром Трифуновићем коме је у Србији суђено због издаје зато што је предао сво наоружање хрватској оружаној формацији, Збору народне гарде, напустивши гарнизон у Вараждину са 280 војника. Она позива војне стратеге, идеологе и вође на разум, предлажући им да оду с власти. Пише отворено писмо начелнику Генералштаба Југословенске војске генерал-пуковнику Животи Панићу позивајући га да крену заједно у масовну мобилизацију за мир, предочавајући му да су му врховни командати људи који ће пред међународном заједницом одговарати због ратних злочина.

## Рад са избеглицама
Вера Вебел Татић је радила са избеглицама у Војводини у току ратова 90тих, који су били смештени у многобројним избегличким камповима на територији Војводине. У бројним зборницима, књигама и документима мировних организација у Србији, памте се многе њене речи.
| „                  | То се десило 1992. године у ”транзитном” кампу на Палићу, близу Суботице. У нормалним условима, камп је примао око 100 људи, а тада их је било око 1800, а понекад и 2400. То су биле углавном избеглице муслиманске и хрватске националности из Босне. Помагала сам им док су биле тамо, пре одласка у треће земље. Нико од њих није смео ништа да ми каже или да ми приђе. Тек када сам пуно њих пребацила у Мађарску, сазнало се да међу њима има и Срба који су се издавали за Муслимане. Било је и Мађара који су заједно са својим комшијама, Муслиманима и Хрватима, били побегли. Заправо, Срби и Мађари су добили наређења да за 24 сата оду; запрећено им је да ће бити елиминисани јер су бранили своје комшије, Хрвате и Муслимане. Страх ових људи дубоко ме је потресао. Једног дана сам одлучила, уз помоћ мојих сарадника, да одведем децу у зоолошки врт. Кад сам рекла деци где идемо, рекли су ми да чучнем и онда су ме питали хоће ли неко тамо пуцати на нас. Била су то деца од две године и навише. Тај страх ми је био најужаснији. | ” |
| — Вера Вебел Татић | |   |

| „                                                                                          | Ја више националност, народност, мањине и слично – не признајем. Признајем само да сам космополиткиња. Први пут у животу сам морала изрећи да сам Српкиња кад је почео овај рат и кад су неке стране мировне групе и новинари потенцирали ко је које народности. Овај ратно-злочиначки режим нам је донео такав јад, беду и срамоту да Срби и Српкиње више ником не требају. Људима који изађу са ратних подручја јако је тешко да спасу свој голи живот, а посебно ако су из мешовитих породица. Овде у Војводини живи двадесет седам нација. Не би ни било проблема да ти људи остану овде, овај народ би их чак и примио, колико год може. Али, без обзира које је националности избеглица, ако је мушкарац и подлеже војном року, њега води и војна полиција, југословенска армија, и пребацује га на фронт у Босни, на српску територију, без обзира да ли је Србин, Муслиман, Хрват. Исто тако поступају и са женама. Избеглице жене пребацују назад у Босну, али на српске територије, где оне завршавају, углавном, у јавним кућама за босанску српску војску или једноставно нестају. Пошто покривамо целу Војводину нашим практичним радом, трудили смо се да породице које су остале овде, запослимо овде и да им укинемо статус избеглица, да их претворимо у грађане. На тај начин избегавамо да се – и мушкарци и жене – враћају назад у Босну, на српску територију. Где ти људи припадају? Они више никоме не требају?! Ако то није питање припадности, шта је онда? | ” |
| — Вера Вебел Татић, скуп Међународне мреже Жена у црном, Трешњевац, Војводина, август 1995 | |   |

## Сарадња са организацијама
ЦАА – огранак Ада најближе је сарађивао са Фондом за хуманитарно право, Женама у црном, СОС телефоном, Женским центром, Мисијом ОЕБС за Војводину, са међународним организацијама за људска права, као и са парламентима и владама појединих европских земаља које су примале избеглице и дезертере.
Солидарно је подржавао грађане Сарајева током опсаде, учествовао на митинзима демократске опозиције, противио се прогону опозиционих политичара Вука и Данице Драшковић, дизао глас против режимског преузимања контроле над независним дневником Борба, итд.

## Филмови
- Леђенац Маја, Бранислава Опрановић, Норберт Шинковић и Дарио Шпер. 2018. Нису ћутали. Нови Сад: НДНВ.

1. ↑  Марибор, IZUM-Институт информацијских знаности. „Dezerteri rata u bivšoj Jugoslaviji :: COBISS+”. plus.cobiss.net (на језику: српски). Приступљено 2022-11-11.
2. ↑  Марибор, IZUM-Институт информацијских знаности. „Žene za mir : zbornik :: COBISS+”. plus.cobiss.net (на језику: српски). Приступљено 2022-11-11.
3. ↑  Марибор, IZUM-Институт информацијских знаности. „Žene za mir :: COBISS+”. plus.cobiss.net (на језику: српски). Приступљено 2022-11-11.
4. ↑  Spaskovska, Ljubica; Kurtovic, Larisa; Savija-Valha, Nebojsa; Kašić, Biljana; Bilić, Bojan. Opiranje zlu: (Post)jugoslavenski antiratni angažman.
5. ↑  „Kontrapress | Društvo | Neispričane priče: Prislina mobilizacija u Srbiji devedesetih”. kontrapress.com. Приступљено 2022-11-11.